# ゴットフリート・ワーグナー
ゴットフリート・ヘルフェリッヒ・ワーグナー（独: Gottfried Helferich Wagner, 1947年4月13日 - ）は、ドイツの演出家、文筆家。バイロイト生まれ。

## 経歴
バイロイト音楽祭の元総支配人ヴォルフガング・ワーグナーとエレン・ドレクセルの息子で、楽劇作曲家リヒャルト・ワーグナーの曽孫、ピアノの名手であり作曲家のフランツ・リストの玄孫に当たる。
クルト・ヴァイルとベルトルト・ブレヒトの研究で博士号を取得。数多くの著作や寄稿では、ドイツの文化・政治、19世紀・20世紀のユダヤ人の歴史にまつわる問題に特に力を入れて取り組んでいる。1992年から、ポスト・ホロコースト対話グループの共同設立者で（ポスト・ホロコーストは「ホロコースト後」の意味）、1983年からイタリアに在住。文筆家の団体「ドイツPENセンター」、「リヒテンシュタインPENクラブ」のメンバー。父ヴォルフガングの家族と決別し、過去のナチス体制へのワーグナー家の関わり合いを公に批判していることで名を知られている。バイロイト音楽祭にも多彩な切り口から批判を続けている。
1997年出版の自伝、『オオカミに交じって吠えない者．ワーグナーの曽孫による自伝的スケッチ』は、父ヴォルフガングが過去のナチスとの一家の親密な関係をどこまで断ち切ることに成功したかについて疑問符を付ける著作。
イギリスの映画監督トニー・パーマーによるワーグナー一家を描いた2時間のドキュメント映画では、ゴットフリート・ワーグナーがキーポジションとなる役柄を演じている。

## 著作
- 1997：『オオカミに交じって吠えない者．ワーグナーの曽孫による自伝的スケッチ』[Gottfried Wagner: Wer nicht mit dem Wolf heult. Autobiographische Aufzeichnungen eines Wagner-Urenkels. Vorwort von Ralph Giordano. Kiepenheuer & Witsch, Köln 1997, ISBN 3-462-02622-4.]。英語訳：『ワーグナー家のたそがれ．一家の遺産の暴露』[Twilight of the Wagners: The Unveiling of a Family's Legacy, Picador, 1999. ISBN 0-312-26404-6]
- 2006：（共著）『私たちの午前0時．1945年以降のドイツ人とユダヤ人．家族史、ホロコースト、新たな出発』[Gottfried Wagner, Abraham J. Peck: Unsere Stunde Null. Deutsche und Juden nach 1945. Familiengeschichte, Holocaust und Neubeginn. Böhlau, Köln 2006, ISBN 3-205-77335-7.]
- 2013：『君には私以外の神々は必要ない．リヒャルト・ワーグナー - 地雷原』[Gottfried Wagner: Du sollst keine anderen Götter haben neben mir. Richard Wagner – Ein Minenfeld. Propyläen, Berlin 2013, ISBN 978-3-549-07441-1.][5]